# Estación El Alisal
El Alisal es una estación ferroviaria ubicada en el departamento Rosario de Lerma, provincia de Salta, Argentina.
Se encuentra a 40 km de la ciudad de Salta y 13 km de Campo Quijano, por la Ruta Nacional 51. La estación es donde el Ramal C14 realiza su primer zigzag para ganar altura.
En 2019 fue declarada Bien de interés industrial nacional.

## Servicios
Se encuentra actualmente sin operaciones de pasajeros.
Sus vías corresponden al Ramal C14 del Ferrocarril General Belgrano por donde transitan formaciones de carga de la empresa estatal Trenes Argentinos Cargas.